# Jean-Philippe Ichard
Pour les articles homonymes, voir Ichard.
 (août 2021).
Jean-Philippe Ichard est un compositeur français né le 11 janvier 1979, à La Teste-de-Buch (Gironde).

## Biographie

### Formation
D'une sensibilité éclectique, Jean-Philippe Ichard étudie le jazz, la musique classique et la musique contemporaine.
Il suit des classes de maître avec de grands noms de la musique de jazz comme Mario Canonge, Benoît Sourisse et Jean-Marie Ecay. 
Il entre au Conservatoire à rayonnement régional de Bordeaux en 2001 où il étudie la composition avec Jean-Yves Bosseur ainsi que l'harmonie et le contrepoint avec Claude Bass puis Patrice De Faccio. En septembre 2OO5, il est admis à l'unanimité au Conservatoire national supérieur de musique et de danse de Lyon où il étudie l'écriture avec Loïc Mallié et Gérard Geay.

### Carrière
Compositeur de nombreuses musiques de courts-métrages, il compose aussi pour les grandes chaînes de télévision françaises (TF1, France 2, France 3, M6, etc.).
Il est l'auteur du générique et d'une partie des musiques originales de la série télévisée Le Jour où tout a basculé produite par Julien Courbet.
Pour TF1, il compose les musiques du magazine Tous ensemble depuis 2009, il a également composé plusieurs musiques de publicités. Pour M6, il compose le générique et la musique originale du programme court 4 jeunes, 1 voiture.
Jean-Philippe Ichard est publié aux éditions Robert Martin.

## Filmographie
- 2017 : Inseparable
- 2016 : Le Mécène[6]
- 2015 : Kitchen
- 2014 : Métrosexuel
- 2011 : Lonely Lea
- 2008 : Si ton ami
- 2007 : Une nuit d'été

## Télévision
- 2017 : 4 jeunes, 1 permis
- 2017 : Abus de confiance
- 2008-2015 : Tous ensemble
- 2016 : Tous pour un
- 2015 : Les Rois du barbecue
- 2011-2013 : Le Jour où tout a basculé
- 2013-2015 : 4 jeunes, 1 voiture
- 2008 : Un livre, un jour

## Publicités
- Axa Assurance
- Solace of Attraction, Jean-Claude Jitrois
- Jean-Claude Biguine
- Tropico
- Agadir Maroc
- Cheerz
- Groupe Solaire de France
- Adam et Eve
- Ulric De Varens (UDV For Men)
- Sejourning
- Le Choix Funéraire
- Bourse Direct
- Monroe
- Oemine
- Tchip Coiffure
- Brisach
- Otto Office
- Lampe Berger
- Mizuno
- Techwood
- France Toner
- Senoble
- Royal Kids
- Wonder Box
- Propriétés Privées
- Centrale du Développement Durable
- Grand Litier
- Easy Flirt
- Monster.fr
- Vog coiffure
- Yakarouler
- Elite Auto

## Albums musicaux
- 2011 : Ankara, piano solo[7].
- 2015 : Kitchen, Original Motion Picture Soundtrack[8].
- 2017 : Inseparable, Music from the Motion Picture[9].
- 2018 : Paris in Love, Instrumental[10]
- 2019 : Piano Romance[11]
- 2020 : So Galerie! Castle Secrets 2, Soundtrack[12].

## Distinctions

### Nominations
- 2017 : Paris Art and Movie Awards - Best Score - Inseparable [13]
- 2017 : Macabre Faire Film Festival - Best Soundtrack in a Short - Kitchen [14]
- 2016 : Jerry Goldsmith Awards - Best Original Song - "My Little Bird" - Kitchen[15]

### Prix
- 2016 : Optical Theatre Film Festival Awards - Best Score - Kitchen[16]